# P&H Mining
P&H Mining Equipment (P&H - Pawling & Harnischfeger) je ameriški proizvajalec rudarskih in vrtalnih strojev. P&H je podružnica podjetja Joy Global (JGI). P&H ima korenine v podjetju, ki sta ga leta 1884 ustanovila Alonzo Pawling in Henry Harnischfeger. 